# Мануїл, Савел і Ісмаїл
Ману́іл, Саве́л і Ісма́іл ( др.-греч. Μανουήλ, Σαβὲλ καὶ Ἰσμαήλ. пом. 17 червня 362 ) — християнські мученики, пам’ять у церкві здійснюється 17 червня ( за юліанським календарем ).
Мануїл, Савел і Ісмаїл були рідними братами . Іх мати була християнкою. В зрілом віці вони були зачислені у військо  царя Адамундара.